# Моїсєєв Олександр Іванович (баскетболіст)
Моїсєєв Олександр Іванович (28 травня 1927 — 9 вересня 2003) — радянський баскетболіст.
Срібний призер Олімпійських Ігор 1952 року.
Чемпіон Європи 1947, 1951, 1953 років, бронзовий призер 1955 року.